# Аненій-Нойський район
Аненій-Нойський район або Аненій-Ной (рум. Anenii Noi) — район у центральній Молдові. Адміністративний центр — Аненій-Ной.

## Населення
Національний склад населення згідно з переписів населення Молдови 2004  та 2014 років.
|                   | 2004           | 2004      | 2014           | 2014      |
| етнічна група     | кількість осіб | Частка, % | кількість осіб | Частка, % |
| ----------------- | -------------- | --------- | -------------- | --------- |
| молдовани/румуни  | 69 618         | 85,20     | 68 749         | 87,03     |
| українці          | 6 526          | 7,99      | 4 657          | 5,90      |
| росіяни           | 4 135          | 5,06      | 3 515          | 4,45      |
| болгари           | 481            | 0,59      | 484            | 0,61      |
| гагаузи           | 235            | 0,29      | 248            | 0,31      |
| цигани            | 228            | 0,28      | 145            | 0,18      |
| поляки            | 28             | 0,03      | ...            | ...       |
| євреї             | 17             | 0,02      | ...            | ...       |
| інші / не вказали | 442            | 0,54      | 1 198          | 1,52      |
| Всього            | 81 710         | 100       | 78 996         | 100       |

Повсякденні мови мешканців району (2014):
|                      | кількість осіб | Частка, % |
| -------------------- | -------------- | --------- |
| молдовська/румунська | 64 524         | 81,68     |
| російська            | 11 493         | 14,55     |
| українська           | 741            | 0,94      |
| інші                 | 270            | 0,34      |
| не вказали           | 1 968          | 2,49      |
| всього               | 78 996         | 100       |